# ديدة بان (مرند)
ديدة بان هي قرية في مقاطعة مرند، إيران. عدد سكان هذه القرية هو 677 في سنة 2006.